# ۳٬۳'-دی‌یدوتیرونین
۳،۳'-دی‌یدوتیرونین (به انگلیسی: 3,3'-Diiodothyronine) با فرمول شیمیایی C۱۵H۱۳I۲NO۴ یک ترکیب شیمیایی با شناسه پاب‌کم ۶۵۵۵۹ است. که جرم مولی آن ۵۲۵٫۰۷۷ g/mol می‌باشد. 